# The LC LP
The LC LP è un EP del gruppo musicale statunitense Twenty One Pilots, pubblicato in esclusiva per il Record Store Day il 18 aprile 2015.
Il vinile da 12", realizzato nella caratteristica forma dello stato dell'Ohio, contiene tre brani suonati dal vivo al Lifestyle Communities Pavilion di Columbus, Ohio, città d'origine dei Twenty One Pilots.

## Tracce
Testi e musiche di Tyler Joseph.
1. Fall Away (Live at the LC Pavilion)
2. Forest (Live at the LC Pavilion)
3. Ode to Sleep (Live at the LC Pavilion)

## Formazione
- Tyler Joseph – voce, tastiera
- Josh Dun – batteria, percussioni